# Bruno Jablonsky

Bruno Jablonsky (um 1913)

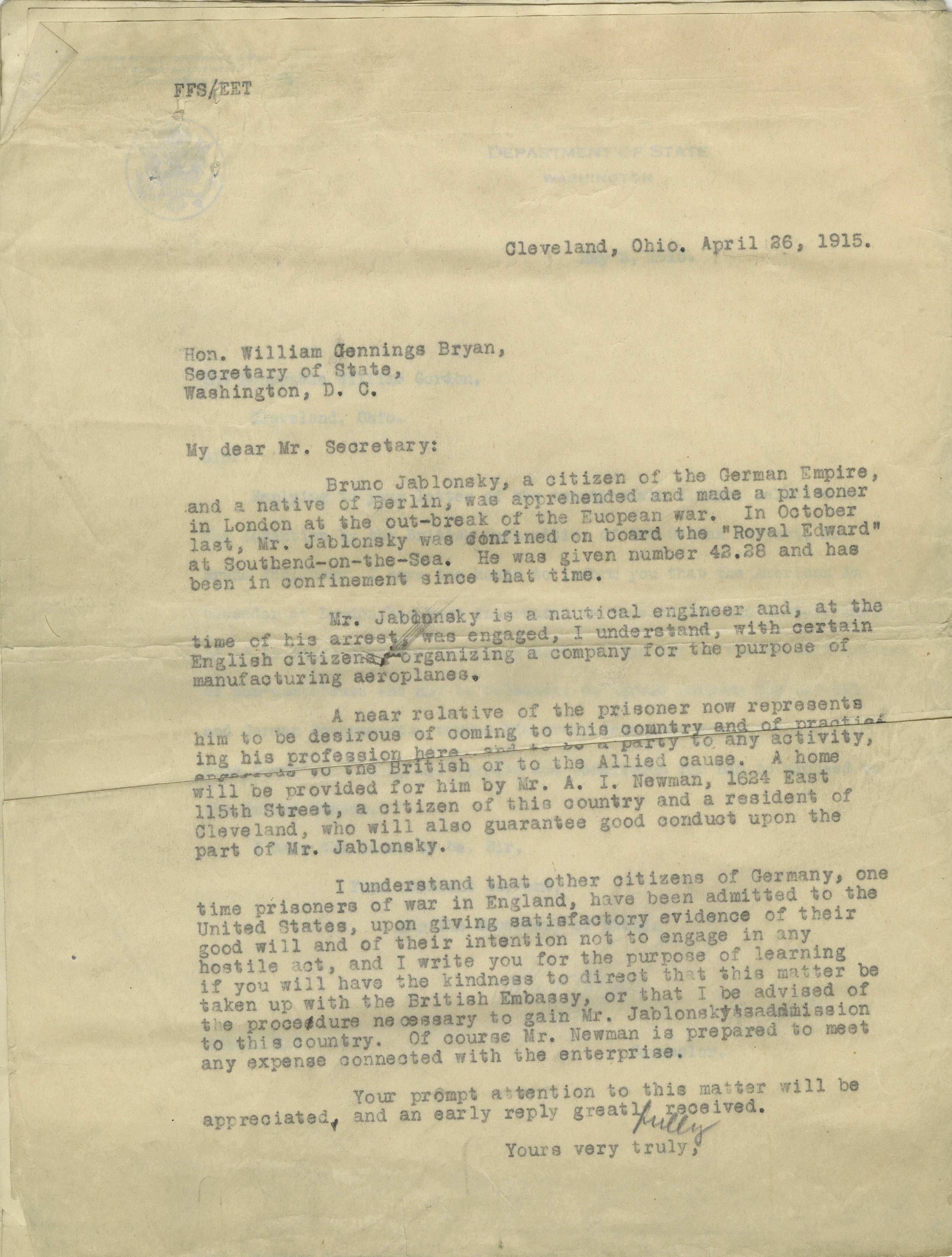
1915 Brief

Bruno Jablonsky, auch Jablonski, (* 27. August 1892 in Berlinchen; † 21. April 1978) war ein deutscher Luftfahrtpionier, Erfinder und britischer Unternehmer.

## Biographie
Bruno Jablonsky beschäftigte sich bereits als Schüler mit Entwürfen für den Flugzeugbau. Er lernte bei Orville Wright fliegen und erwarb am 28. September 1910 mit einem Wright-Doppeldecker auf dem Flugplatz Johannisthal den deutschen Pilotenschein Nr. 30. Mit gerade 18 Jahren war er nach Bruno Werntgen der zweitjüngste Pilot Deutschlands. Jablonsky selbst bezeichnete sich später als „erster jüdischer Pilot in der Geschichte“. Ebenfalls 1910 erhielt er sein erstes Patent für eine Tragflächenverstrebung bei Mehrdeckern.
1911 war Jablonsky Direktor des Propellerproduzenten Garuda in Berlin-Neukölln. In Großbritannien erhielt er vor dem Ersten Weltkrieg die Lizenz, dort Albatros-Doppeldecker zu verkaufen. Während des Krieges wurde er dort als feindlicher Ausländer interniert, während seine Fabrik Luftschrauben für die deutsche Flugzeugindustrie produzierte. 1919 gründete er in Rotterdam die Avia-Flugzeugfabrik, die aber nur ein einziges Flugzeug fertigstellte. Später arbeitete er als Berater des niederländischen Generalstabs.
1931 ging Jablonsky erneut nach Großbritannien. Dort gründete er in Croydon das später in Manchester ansässige Unternehmen Jablo Propellers Ltd., das Propeller und andere Formteile aus Holzlaminat produzierte, welches unter hohem Druck auf etwa die Hälfte des Ausgangsvolumens komprimiert wurde. Die dadurch erreichte hohe Festigkeit ermöglichte es, Propellerblätter herzustellen, die für wesentlich höhere Beanspruchungen ausgelegt waren als bisherige Propellerblätter aus Holz und Metall. Nach Firmenangaben waren diese Propeller dreimal bruchfester als Holzpropeller und leichter, kostengünstiger und haltbarer als Propeller aus Metall. Die mechanischen Eigenschaften, beispielsweise die Torsionsfestigkeit oder die von der Wurzel bis zur Spitze der Propellerblätter kontinuierlich abnehmende Dichte, konnten exakt eingestellt werden. Weitere von ihm gegründete Firmen zur Vermarktung von Produkten aus Holzlaminat (Markenname: Jabroc) und faserverstärktem Kunstharz (Markenname: Jablin) waren Jablo Plastics Industries Ltd. und Moulded Components (Jablo) Ltd., die auch Presswerkzeuge und Spezialkleber herstellten. Jablonsky erhielt im Laufe seines Lebens zahlreiche Patente, die meisten für Propeller und Herstellungsverfahren für Laminat- und Kunstharzmaterialien, aber auch für Fahrtrichtungsanzeiger, Scheibenwischer und Rettungsflöße.
Nach 1933 wurde Jablonsky vom nationalsozialistischen Deutschland ausgebürgert und nahm die britische Staatsbürgerschaft an. Während Jablo Propellers vor dem Krieg noch komplette Propeller angeboten hatte, spezialisierte sich das Unternehmen während des Zweiten Weltkriegs auf die Herstellung von Propellerblättern aus Laminat, die zur Standardausrüstung der meisten britischen Kampfflugzeuge wie Spitfire, Hurricane, Mosquito, Bristol Beaufighter und anderen gehörten, und lieferte nach Angaben Jablonskys mehr als 400.000 Luftschrauben aus. Für seine kriegswichtige Erfindung des Hochleistungspropellerflügels aus laminiertem Holz erhielt er im Mai 1953 eine Prämie in Höhe von 15.000 Pfund Sterling (nach heutiger Kaufkraft etwa 446.000 £) von der Royal Commission on Awards to Inventors. Im Zuge der Umstellung auf zivile Produktion nach Kriegsende brachte er unter dem Markennamen Jablite Leichtbauelemente für den Innenausbau von Flugzeugen auf den Markt. Im November 1954 trat Jablonsky als Zeuge vor der Cohen-Kommission zur Untersuchung der De Havilland Comet-Abstürze auf, wo er die (irrige) Auffassung vertrat, nicht Materialermüdung, sondern ein Versagen von Klebstoffnähten infolge schneller Temperaturänderungen habe die Katastrophen verursacht. Seine letzten Lebensjahre verbrachte Jablonsky mit seiner Frau Anne in Lugano.
Jablonsky war Fellow der Royal Aeronautical Society, der Royal Geographical Society und des Plastics Institute.